# فرودگاه آبی کیتکاتلا
فرودگاه آبی کیتکاتلا (به انگلیسی: Kitkatla Water Aerodrome) یک فرودگاه همگانی با کد یاتا YKK است که یک باند فرود آب دارد. این فرودگاه در کشور کانادا قرار دارد و در ارتفاع ۰ متری از سطح دریا واقع شده است.